# متحف الجمعية الجغرافية المصرية
تم إنشاء متحف «الجمعية الجغرافية المصرية» على يد الخديوي إسماعيل سنة 1875، بهدف زيادة الاهتمام بالمجال الجغرافي والتشجيع على استكشاف الاقاليم المختلفة في مصر وإفريقيا بشكل عام وقتها، ويضم المتحف عددًا متنوعًا من الخرائط والمنشورات وقطعًا أثرية معظمها يرجع للقرن الثامن عشر وحتى أوائل القرن العشرين ومن النادر تواجدها في أي مكان بالعالم. ويتكون المتحف من عدة قاعات تبدأ بقاعة الهوايات والتقاليد المصرية، وتشمل كل ما له علاقة بالعادات المصرية من أدوات التدخين والألعاب والملابس، مجوهرات، والتمائم، أما القاعة الثانية وهى ممر يعرض فيه مجموعة من المنشورات الحديثة، تماثيل بأزياء فخمة تقليدية من أقاليم مختلفة في مصر. فيما تعتبر القاعة الثالثة من أكثر الأماكن الساحرة في المتحف، بها قطع ترجع لبعثات الجمعية وباب القاعة مزين بعاج الفيل، وتشمل حيوانات محنطة أدوات الصيد من دروع ورماح من قبائل في كل أنحاء إفريقيا، ويضم أيضا قاعة قناة السويس، وكانت مهداة للجمعية من شركة قناة السويس، وبها خرائط وماكيتات لنقاط العمل في القناة. ويشتمل الدور العلوى على المكتبة ويشمل أيضًا مجموعات متنوعة من الموسوعات، إحصائيات، وتعدادات للسكان من القرن العشرين في مصر ودول أخرى، كما يوجد خرائط فوتوغرافية الطبيعة لصحارى مصر معلقة، وعدد من الخرائط القديمة.